# Wodniak jądra
Wodniak jądra (łac. hydrocele testis) – nagromadzenie się płynu między osłonkami jądra lub skomunikowanym z otrzewną wyrostkiem pochwowym. 
Różnicowanie z przepukliną polega na próbie transluminacji – podświetlenia worka mosznowego noworodka źródłem światła. Może wystąpić również po leczeniu operacyjnym żylaków powrózka nasiennego. 
Leczenie wodniaka jądra jest chirurgiczne (hydrocelektomia).

## Klasyfikacja ICD10
| kod ICD10     | nazwa choroby                       |
| ------------- | ----------------------------------- |
| ICD-10: N43   | Wodniak jądra i powrózka nasiennego |
| ICD-10: N43.0 | Otorbiony wodniak jądra             |
| ICD-10: N43.1 | Zakażony wodniak jądra              |
| ICD-10: N43.2 | Inny wodniak jądra                  |
| ICD-10: N43.3 | Wodniak jądra, nieokreślony         |